# Lukas MacNaughton
Pour les articles homonymes, voir MacNaughton.
Lukas MacNaughton, né le 8 mars 1995 à New York aux États-Unis, est un joueur international canadien de soccer. Il joue au poste de défenseur central à D.C. United. Il possède également les nationalités américaine et belge.

## Biographie

### Jeunesse et formation
Lukas MacNaughton est né à New York d'une mère autrichienne et d'un père canadien,,,. Sa mère Heidi est née à Beyrouth et son père Michael est originaire de Montréal. Il déménage avec sa famille à Bruxelles lorsqu'il a sept ans,. En 2002, il commence à jouer au football aux Charmettes, à Genval, avant de rejoindre la Royale Union Rixensartoise,. Il fait ses études secondaires à l'International School of Brussels (en),. Il parle couramment l'allemand, l'anglais et le français,.
Puis, en 2013, il part au Canada pour étudier à l'université de Toronto et intègre également les Varsity Blues,,. À la fin de sa deuxième année, il est promu capitaine,. Il est nommé quatre fois sur la première équipe d’étoiles des SUO — de 2014 à 2017,,, — et deux fois sur la deuxième équipe d’étoiles des U Sports, — en 2015 et 2017,. En 73 rencontres, il inscrit 17 buts et une passe décisive avec les Varsity Blues de Toronto,. Lors qu’il étudie sa maîtrise, il réalise un essai non concluant à Toronto FC II,. Il a également joué en League1 Ontario, avec les Nitros de North Toronto — en 2016 et 2017 — puis avec l'Alliance United — en 2018,.

### Parcours en club

#### Débuts professionnels au Pacific FC (2019-2021)
Il a travaillé en tant qu'architecte pendant quelques mois,,, avant de signer son premier contrat professionnel avec le Pacific FC — évoluant en Première ligue canadienne — le 7 mars 2019. Le 28 avril, il fait ses débuts en tant que titulaire — en PLCan — face aux Wanderers d'Halifax et devient le premier joueur de l'histoire du Pacific à être expulsé — à la suite d'un second carton jaune. Le 31 juillet, il inscrit son premier but en PLCan contre Valour FC. Il signe un nouveau contrat d'un an avec les Tridents le 17 janvier 2020. Le 13 novembre, il prolonge son contrat au Pacific FC pour une saison supplémentaire. Le 5 décembre 2021, il gagne la finale de la Première ligue canadienne face au Forge FC. Il remporte ainsi le premier titre de sa carrière alors que son club marque l'histoire du championnat en étant sacré pour la première fois,. Il est l'un des meilleurs défenseurs et l'un des plus dominants de la PLCan.

#### Découverte de la MLS avec Toronto FC (2022-2023)
Le 25 janvier 2022, il est transféré au Toronto FC et s'engage pour deux ans, avec deux saisons en option. Le montant du transfert est estimé à 175 000 dollars, selon Transfermarkt. Il devient le deuxième joueur à être transféré d’un club de Première ligue canadienne à une franchise de Major League Soccer — après Joel Waterman,. Il est également devenu le premier Varsity Blue à signer un contrat MLS.
Le 5 mars 2022, il prend part à son premier match en Major League Soccer en entrant à la fin de la seconde mi-temps, face aux Red Bulls de New York,. Une semaine plus tard, il est titulaire  avec les Reds pour la première fois en MLS contre le Crew de Columbus,. Malgré la défaite des siens, il a impressionné Bob Bradley. Le 4 juin, il remporte le Championnat canadien 2020 face au Forge FC,. Le 27 juillet, il égalise — c'est également son premier but sous les couleurs torontoises — face aux Whitecaps de Vancouver en finale du Championnat canadien 2022, mais les Reds s'inclinent aux tirs au but,.
La saison suivante, il n'apparaît cependant que trois fois sur le terrain, avant d'être échangé à Nashville SC,.

#### Nouvelle étape à Nashville SC (depuis 2023)
Il est transféré à Nashville SC en échange de C.J. Sapong le 25 avril 2023,. Le 6 mai, il fait ses débuts en tant que titulaire avec les Boys in Gold face au Fire de Chicago. Il inscrit son premier but en Major League Soccer contre l'Inter Miami le 17 mai,,. Puis, il est nommé dans l'équipe-type de la semaine 13. Le 19 août, il s'incline en finale de la Leagues Cup face à l'Inter Miami, après une séance de tirs au but. Il a débuté six des sept matches dans cette compétition.

### Parcours en sélection
Possédant à la fois la nationalité américaine, belge et canadienne,, Lukas MacNaughton est éligible pour les deux sélections nord-américaines, mais aussi pour la Belgique — ayant grandi à Bruxelles.
Il participe avec l'équipe du Canada universitaire à deux éditions du tournoi masculin de football (en) de l'Universiade en 2015 (en), puis en 2017 (en). Lors de l'édition 2017, il inscrit un but contre le Brésil.
Le 2 novembre 2022, il est convoqué en sélection canadienne pour la première fois par John Herdman pour un camp d’entraînement à Bahreïn, qui comprend notamment un match contre Bahreïn,. Ce camp regroupe surtout des joueurs dont la saison en MLS est terminée,. Le 11 novembre suivant, il honore sa première sélection en entrant en cours de jeu — à la place de Kamal Miller — contre le Bahreïn,. Il ne figure pas dans la liste finale des vingt-trois joueurs canadiens sélectionnés pour disputer la Coupe du monde 2022,. Malgré sa non-convocation, il a participé aux entrainements avec l'équipe pendant le mondial.

## Statistiques

### Statistiques en club
| Saison                | Club                  | Championnat           | Championnat | Championnat | Championnat | Coupe(s) nationale(s) | Coupe(s) nationale(s) | Coupe(s) nationale(s) | Compétition(s) continentale(s) | Compétition(s) continentale(s) | Compétition(s) continentale(s) | Compétition(s) continentale(s) | Séries | Séries | Séries | Canada | Canada | Canada | Total | Total | Total |
| Saison                | Club                  | Division              | M.          | B.          | P.d.        | M.                    | B.                    | P.d.                  | Comp.                          | M.                             | B.                             | P.d.                           | M.     | B.     | P.d.   | M.     | B.     | P.d.   | M.    | B.    | P.d.  |
| 2019                  | Pacific FC            | PLCan                 | 20          | 2           | 0           | 2                     | 0                     | 0                     | -                              | -                              | -                              | -                              | -      | -      | -      | -      | -      | -      | 22    | 2     | 0     |
| 2020                  | Pacific FC            | PLCan                 | 6           | 1           | 0           | -                     | -                     | -                     | -                              | -                              | -                              | -                              | 2      | 0      | 0      | -      | -      | -      | 8     | 1     | 0     |
| 2021                  | Pacific FC            | PLCan                 | 25          | 2           | 1           | 3                     | 0                     | 0                     | -                              | -                              | -                              | -                              | 1      | 0      | 0      | -      | -      | -      | 29    | 2     | 1     |
| Sous-total            | Sous-total            | Sous-total            | 51          | 5           | 1           | 5                     | 0                     | 0                     | -                              | -                              | -                              | -                              | 3      | 0      | 0      | -      | -      | -      | 59    | 5     | 1     |
| 2022                  | Toronto FC            | MLS                   | 25          | 0           | 0           | 3                     | 1                     | 0                     | -                              | -                              | -                              | -                              | -      | -      | -      | 1      | 0      | 0      | 29    | 1     | 0     |
| 2023                  | Toronto FC            | MLS                   | 3           | 0           | 0           | -                     | -                     | -                     | -                              | -                              | -                              | -                              | -      | -      | -      | -      | -      | -      | 3     | 0     | 0     |
| Sous-total            | Sous-total            | Sous-total            | 28          | 0           | 0           | 3                     | 1                     | 0                     | -                              | -                              | -                              | -                              | -      | -      | -      | 1      | 0      | 0      | 32    | 1     | 0     |
| 2023                  | Nashville SC          | MLS                   | 17          | 1           | 1           | 1                     | 0                     | 0                     | LC                             | 7                              | 0                              | 0                              | 2      | 0      | 0      | -      | -      | -      | 27    | 1     | 1     |
| 2024                  | Nashville SC          | MLS                   | 6           | 0           | 0           | -                     | -                     | -                     | CCC                            | 4                              | 0                              | 0                              | -      | -      | -      | -      | -      | -      | 10    | 0     | 0     |
| Sous-total            | Sous-total            | Sous-total            | 23          | 1           | 1           | 1                     | 0                     | 0                     | -                              | 11                             | 0                              | 0                              | 2      | 0      | 0      | -      | -      | -      | 37    | 1     | 1     |
| 2025                  | D.C. United           | MLS                   | 6           | 1           | 0           | -                     | -                     | -                     | -                              | -                              | -                              | -                              | -      | -      | -      | -      | -      | -      | 6     | 1     | 0     |
| Total sur la carrière | Total sur la carrière | Total sur la carrière | 108         | 7           | 2           | 9                     | 1                     | 0                     | -                              | 11                             | 0                              | 0                              | 5      | 0      | 0      | 1      | 0      | 0      | 134   | 8     | 2     |

## Palmarès
Pacific FC
- Champion de la Première ligue canadienne en 2021.

 Toronto FC
- Vainqueur du Championnat canadien en 2020[Note 1].
- Finaliste du Championnat canadien en 2022.

 Nashville SC
- Finaliste de la Leagues Cup en 2023.